# فردی مایولا
فردی مایولا (اسپانیایی: Freddy Mayola‎؛ زادهٔ ۱ نوامبر ۱۹۷۷) دونده اهل کوبا بود.